# Paectes abrostolella
Paectes abrostolella är en fjärilsart som beskrevs av Walker 1866. Paectes abrostolella ingår i släktet Paectes och familjen nattflyn. Inga underarter finns listade i Catalogue of Life.